# سوپرجام فوتبال ایتالیا ۲۰۱۳

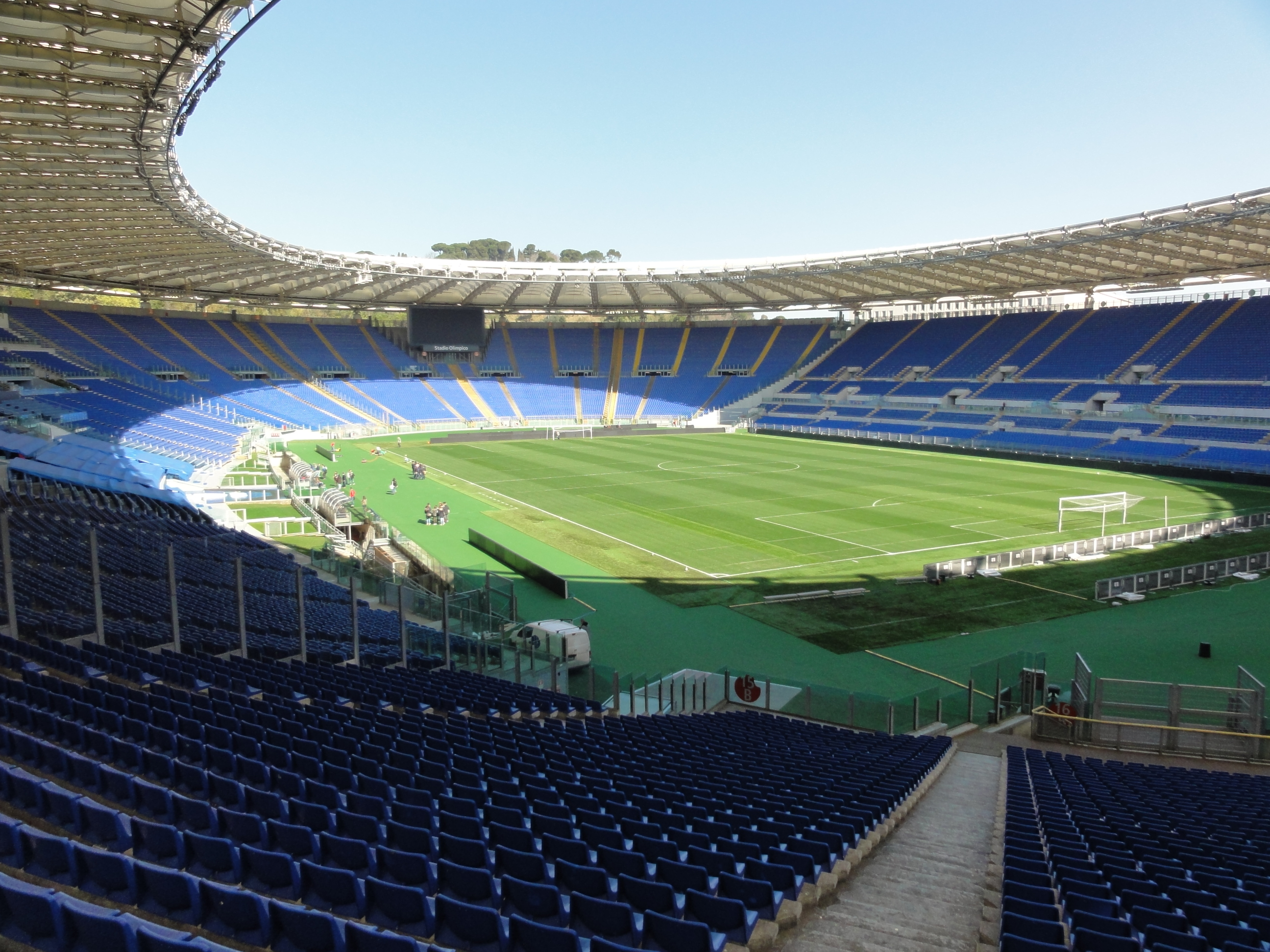
ورزشگاه المپیک، محل برگزاری سوپر جام - ۲۰۱۳

سوپر جام فوتبال ایتالیا ۲۰۱۳ (انگلیسی: 2013 Supercoppa Italiana) بیست و ششمین دورهٔ مسابقهٔ سوپر جام فوتبال ایتالیا بود که بین قهرمان سری آ و قهرمان جام حذفی فوتبال ایتالیا برگزار شد.
این دیدار در تاریخ ۱۸ اوت ۲۰۱۳ برگزار شد و یوونتوس به مقام قهرمانی دست یافت.

## تیم‌ها
- یوونتوس: قهرمان سری آ فصل ۱۳-۲۰۱۲
- لاتزیو: قهرمان جام حذفی ایتالیا فصل ۱۳-۲۰۱۲